# Amerikaanse vierde vloot
De vierde vloot is een vloot van de United States Navy.

## Thuisbasis
Naval Station Mayport, Jacksonville, Florida

## Samenstelling
- USS George Washington
- diverse schepen die in staat zijn de Amazone te bevaren

## Commandanten
- Viceadmiraal Jonas H. Ingram (1943 - november 1944)
- Viceadmiraal William R. Munroe (november 1944 - 1945)
- Viceadmiraal Daniel E. Barbey (september 1946 - maart 1947)
- Viceadmiraal Charles McMorris (halverwege 1947 - juli 1948)

- Schout-bij-Nacht Joseph D. Kernan (Navy SEAL) (1 juli 2008 - 12 juni 2009)
- Schout-bij-Nacht Victor G. Guillory (12 juni 2009 - 5 augustus 2011)
- Schout-bij-Nacht Kurt W. Tidd (5 augustus 2011 – 22 juni 2012)
- Schout-bij-Nacht Sinclair M. Harris (22 juni 2012 – 17 april 2014)
- Schout-bij-Nacht George W. Ballance (17 april 2014 - heden)

## Geschiedenis
De vierde vloot werd in 1943 gevormd als verdediging tegen Duitse en Japanse vliegtuigen en onderzeeboten in het Caribisch gebied. In 1950 werd de vloot opgeheven. In 2008 is de vierde vloot opnieuw ingesteld.

## Actueel
Vanaf juli 2008 opereert de vierde vloot aan de kust van Brazilië. Officieel voor humanitaire doeleinden: hulp bij natuurrampen, verdediging van het milieu en bestrijding van de drugshandel. Bij aantal Zuid-Amerikaanse landen (verenigd in de Mercosur) wordt algemeen aangenomen dat het gaat om het controleren van de onlangs ontdekte bronnen aardolie voor de kust van Brazilië. Daarnaast zou de conflicten tussen de Verenigde Staten en de Venezolaanse president Hugo Chávez een rol spelen.